# Dragoș Petrescu (antreprenor)
Dragoș Mihai Petrescu (n. 10 noiembrie 1970, București) este un antreprenor român, fondator al lanțului City Grill Restaurants, coordonator al Coaliției pentru Dezvoltarea României, vicepreședinte al Romanian Business Leaders și secretar general al Organizației Patronale a Hotelurilor și Restaurantelor (HORA).

## Biografie
S-a nǎscut în anul 1970 în București. A absolvit Liceul de Informaticǎ Tudor Vianu din București, iar ulterior a urmat cursurile Institutului Politehnic din București. 
În aprilie 1990, dupǎ terminarea stagiului militar cu termen redus, și-a început cariera în antreprenoriat. Zilnic, era prezent la Casa Scânteii (în prezent Casa Presei Libere), de unde ridica cca. 2000 de ziare, pe care le vindea ulterior în pasajul de la Piața Universității. În același an a deschis în Piața Dorobanți o tarabǎ, replicând ulterior modelul la 6 tarabe. Standul din Dorobanți a fost startul cǎtre extinderea afacerii și deschiderea mai multor puncte de vânzare de tip chioșc în stațiile de autobuz din București.
În 1997 Dragoș Petrescu a aplicat pentru obținerea unei licențe de la franciza Shell. Solicitarea i-a fost acceptatǎ, iar peste douǎ luni a demarat afacerea la stația de combustibil Shell Fundeni. Un an mai târziu, aceasta a ajuns pe primul loc în țarǎ ca cifrǎ de afaceri și profitabilitate, creându-i oportunitatea pentru deschiderea unei noi locații francizate de concernul Shell, la Morarilor.
Pregătirea lui Dragoș Petrescu în ospitalitate a început în cadrul companiei McDonald's, unde a fost acceptat ca și candidat la francizǎ. Dupǎ un internship voluntar, a condus restaurantele McDonald’s Militari și McDonald’s Prisma.
În anul 2003, James Sernett, șef de francize pe Europa Centralǎ și de Est, îl recomandǎ pe Dragoș Petrescu lui Karl Fritz, pe atunci șef al McDonald’s Italia, pentru franciza unui restaurant McDonald’s din Asti, Italia. Din cauza reglementǎrilor UE din acea vreme, Dragoș Petrescu nu a putut onora propunerea lui Karl Fritz, neîndeplinind condiția obligatorie de a avea un an vechime în business în Italia, în vederea obținerii vizei de reședințǎ.
Debutul propriu-zis ca antreprenor în industria ospitalitǎții a avut loc în anul 1999, când, în asociere cu Cǎtǎlin Mahu, a transformat în restaurant unul dintre magazinele pe care le deținea la acea vreme, fondând astfel brandul de restaurante „La Mama”. În anul 2004, Dragoș Petrescu s-a retras din asociere, lǎsând afacerea „La Mama” cu o infrastructurǎ de 4 restaurante în București.
În același an, Dragoș Petrescu a deschis, ca asociat majoritar, primul restaurant City Grill din București, în cartierul Primǎverii, restaurant care a pus bazele unui brand de sine stǎtǎtor – „City Grill”. În urmǎtorii ani se pun bazele unor branduri noi: „City Café”, „Trattoria Buongiorno”, un brand de restaurante cu specific italian, și „Hanu’ Berarilor”, brand de restaurante cu specific românesc. Dragoș Petrescu a preluat și redeschis restaurantele emblematice Caru' cu Bere și Hanu' lui Manuc, și a achiziționat și reinventat restaurantul Pescǎruș din Parcul Herăstrau.
În prezent, în România, afacerea lui Dragoș Petrescu este catalogatǎ ca fiind unul dintre cei mai mari operatori din industrie,  însumând 15 locații restaurant și 6 locații de livrare.